# Conseil de l'oblast de Poltava
8e
Le Conseil de l'oblast de Poltava est une assemblée élue de l'oblast de Poltava. Elle possède 84 membres. Elle ne possède pas d'initiative législative. La durée de chaque législature est de cinq ans.

## Composition
| Législature | Élection        | Composition | Composition | Président          |
| ----------- | --------------- | ----------- | --- | ------------------ |
| 7e          | 25 octobre 2015 |             | Composition : - BBP (15) - VOB (13) - RPOL (8) - SDP (8) - VOS (7) - APU (7) - OB (13) - NK (10) - UKROP (7) - RM (6) - OB (6) - R (uk) (6) | Oleksandr Bilenkyi |
| 8e          | 25 octobre 2020 |             | Composition : - D (en) (16) - SN (14) - ZM (en) (13) - VOB (12) - OP (11) - RM (9) - ES (9)                                                 | Oleksandr Bilenkyi |